# Fundamentalistiske Jesu Kristi Kirke af Sidste Dages Hellige
Den Fundamentalistiske Jesu Kristi Kirke af Sidste Dages Hellige (eng: The Fundamentalist Church of Jesus Christ of Latter Day Saints, FLDS) er et kristent trossamfund, der opstod i 1930'erne, da dens grundlæggere forlod Mormonkirken, Jesu Kristi Kirke af Sidste Dages Hellige.
Opsplitningen skete hovedsageligt på grund af hovedkirkens beslutning om at afskaffe flerkoneri og ekskommunikere deltagere i sådanne ægteskaber. Kirken Fundamentalistiske Jesu Kristi Kirke af Sidste Dages Hellige er i dag en af de største fundamentalistiske mormonske retninger og en af de største udøvere af flerkoneri. Trossamfundet Fundamentalistiske Jesu Kristi Kirke af Sidste Dages Hellige har en anslået 8.000 medlemmer, hovedsageligt i Hildale og Colorado City på hver sin side af delstatsgrænsen mellem Utah og Arizona, USA.
For tiden kører der en serie på kanal 4, der handler om en fundamentalistisk mormonsk familie i Utah. Serien hedder Big Love.
Lederen Warren Jeffs, som afsoner en livstidsdom pga. voldtægt, beskyldes for at have samme synspunkter som Hitler. Angiveligt skulle han have 80 koner. Han leder stadig kirken som profet fra fængslet.